# Exophtalmomastax
Exophtalmomastax is een geslacht van rechtvleugeligen uit de familie Euschmidtiidae. De wetenschappelijke naam van dit geslacht is voor het eerst geldig gepubliceerd in 1964 door Descamps.

## Soorten
Het geslacht Exophtalmomastax omvat de volgende soorten:
- Exophtalmomastax lucicola Descamps, 1964
- Exophtalmomastax malzyi Descamps, 1964